# Il conte di Montecristo (film 1954)
Il conte di Montecristo (Le Comte de Monte-Cristo) è un film del 1954 diretto da Robert Vernay, tratto dall'omonimo romanzo di Alexandre Dumas. In Italia fu distribuito in due parti, Il tesoro di Montecristo e La vendetta di Montecristo.
Il regista Robert Vernay aveva già portato sullo schermo l'omonimo romanzo romanzo di Alexandre Dumas con il film Il conte di Montecristo (1943) interpretato da Pierre Richard-Willm nella parte di Edmond Dantès.